# 岐阜市の地名
岐阜市の地名（ぎふしのちめい）では、同市内に存在する町名・字名を一覧にして記す。括弧内は大字の場合は旧自治体名、数字の場合は成立年もしくは廃止年、町名の場合は旧町名である。

## 岐阜市発足時
1889年（明治22年）7月1日 - 厚見郡岐阜町（本町、中竹屋町、東材木町、西材木町、上大久和町、上今町、下今町、北今町、中今町、上新町、中新町、下新町、大和町、相生町、米屋町、魚屋町、下大久和町、布屋町、釜石町、扇町、木造町、万力町、上竹屋町、笹土居町、榊町、七曲町、松屋町、若松町、甚衛町、愛宕町、錠鍛屋町、加茂町、珠城町、末広町、久屋町、中大久和町、堀江町、加和屋町、間之町、矢島町、白木町、靭屋町、栄町、上門町、常盤町、蜂屋町、大工町、桜町、車之町、山下達目洞、伊奈波境内）、富茂登村、稲束村、小熊村、今泉村、上加納村北部（字町邸、字金園、字西屋敷、字高厳、字柳ケ瀬、字神室（金神社裏作道以東）、字長住（東海道本線以北）が合併し市制施行し成立。発足時の地名を以下に示す。なお、発足時の町名は1909年（明治42年）の町名変更で廃止されている。
- 岐阜本町
- 岐阜中竹屋町
- 岐阜東材木町
- 岐阜西材木町
- 岐阜上大久和町
- 岐阜上今町
- 岐阜下今町
- 岐阜北今町
- 岐阜中今町
- 岐阜上新町
- 岐阜中新町
- 岐阜下新町
- 岐阜大和町
- 岐阜相生町
- 岐阜米屋町
- 岐阜魚屋町
- 岐阜下大久和町
- 岐阜布屋町
- 岐阜釜石町
- 岐阜扇町
- 岐阜木造町
- 岐阜万力町
- 岐阜上竹屋町
- 岐阜笹土居町
- 岐阜榊町
- 岐阜七曲町
- 岐阜松屋町
- 岐阜若松町
- 岐阜甚衛町
- 岐阜愛宕町
- 岐阜錠鍛屋町
- 岐阜加茂町
- 岐阜珠城町
- 岐阜末広町
- 岐阜久屋町
- 岐阜中大久和町
- 岐阜堀江町
- 岐阜加和屋町
- 岐阜間之町
- 岐阜矢島町
- 岐阜白木町
- 岐阜靭屋町
- 岐阜栄町
- 岐阜上門町
- 岐阜常盤町
- 岐阜蜂屋町
- 岐阜大工町
- 岐阜桜町
- 岐阜車之町
- 山下達目洞
- 伊奈波境内
- 富茂登
- 稲束
- 小熊
- 今泉
- 上加納

## 1903年
上加納村の残部（字室津、清田、玉姓、松鴻、田生越、祈年、一松道、五坪、鶴田、田神、八頭、瑞龍前、金勝森、上加納）を編入。後の町名変更で廃止されている。
- 稲葉（1909年廃止）

## 1909年
岐阜市全域で町名変更が行われた。
- 藍川町
- 間之町
- 秋津町
- 朝日町
- 安良田町
- 泉町
- 伊吹町
- 今町
- 今沢町
- 今川町
- 魚屋町
- 靱屋町
- 江川町
- 大宮町
- 大富町
- 御杉町
- 鏡岩
- 梶川町
- 粕森町
- 霞町
- 金屋町
- 金屋横町
- 蕪城町
- 上大久和町
- 上材木町
- 上茶屋町
- 上新町
- 上竹屋町
- 神室町
- 神田町
- 北八ツ寺町
- 木造町
- 清住町
- 金岡町
- 金園町
- 金竜町
- 高岩町
- 幸ノ町
- 金町
- 木挽町
- 米屋町
- 小柳町
- 栄枝町
- 三番町
- 下大桑町
- 下太田町
- 下新町
- 下茶屋町
- 白菊町
- 白木町
- 甚衛町
- 銀町
- 末広町
- 杉山町
- 住吉町
- 千畳敷下
- 千畳敷下大道西
- 大工町
- 大宝町
- 大門町
- 大仏町
- 高野町
- 多賀町
- 鷹見町
- 高森町
- 玉井町
- 玉宮町
- 玉姓町
- 司町
- 寺町
- 天神町
- 天王町
- 常盤町
- 殿町
- 中大桑町
- 中新町
- 中竹屋町
- 長旗町
- 西材木町
- 東材木町
- 西園町
- 布屋町
- 二番町
- 白山町
- 端詰町
- 八幡町
- 初音町
- 羽根町
- 久屋町
- 七軒町
- 不動町
- 堀江町
- 本町
- 益屋町
- 松ケ枝町
- 松下町
- 松屋町
- 万力町
- 美江寺町
- 美園町
- 溝旗町
- 御手洗
- 美殿町
- 緑町
- 湊町
- 室津町
- 室町
- 明徳町
- 元浜町
- 元町
- 矢島町
- 八ツ寺町
- 柳町
- 柳沢町
- 弥八町
- 山口町
- 大和町
- 弥生町
- 吉津町
- 四屋町
- 若松町
- 若宮町
- 八ツ梅町（※成立年不明）
- 上竹町（※成立年不明）
- 下竹町（※成立年不明）

## 1910年～1929年
岐阜市全域で町名変更が行われた。
- 啓運町（1913年）
- 伊奈波通（1914年）
- 新桜町（1918年）
- 鶯谷（※成立年不明）
- 佐久間町（※成立年不明）
- 老松町（※成立年不明）
- 徹明町（※成立年不明、1930年廃止）

## 1930年～1939年
1931年に本荘村・日野村を、1932年に長良村を、1934年に島村を、1935年に三里村・鷺山村を編入。町名は、旧・長良村は大字に「長良」を冠して付けられ、他の村は大字などがそのまま町名となったが、その後の町名変更で多くが消滅している。また、岐阜市の中心部で町名変更が行われた。
- 生田町　1930年
- 華陽　1930年
- 千石町　1930年
- 永田町　1930年
- 平河町　1930年
- 神明町　1930年
- 徹明通　1930年
- 真砂町　1930年
- 田端町　1930年
- 高尾町　1930年
- 竜田町　1930年
- 安宅町　1930年
- 松鴻町　1930年
- 田生越町　1930年
- 真砂町　1930年
- 長者町　1930年
- 村雨町　1930年
- 柳川町　1930年
- 鹿島町　1930年
- 昭和町　1930年
- 徹明通　1930年
- 住ノ江町　1930年頃
- 高砂町　1930年頃
- 玉森町　1930年頃
- 吉野町　1930年頃
- 鶴田町　1930年頃
- 梅林　1930年頃
- 松山町　1931年
- 夕陽丘　1931年
- 本荘　1931年
- 瑞雲町　1932年
- 東栄町　1932年
- 花沢町　1932年
- 入舟町　1932年
- 戎町　1932年
- 九重町　1932年
- 大黒町　1932年
- 三笠町　1932年
- 梅林西町　1932年
- 梅林南町　1932年
- 大正町　1932年
- 長良　1932年
- 長良東郷町　1932年
- 長良福光　1932年
- 長良福光　1932年
- 長良雄総　1932年
- 長良志段見　1932年
- 長良古津　1932年
- 瑞雲町　1932年
- 月丘町　1932年
- 春日町　1932年頃
- 北島　1934年
- 近島　1934年
- 菅生　1934年
- 旦島　1934年
- 西中島　1934年
- 東島　1934年
- 早田　1934年
- 庵町　1935年
- 吉野町　1935年
- 如月町　1935年
- 寿町　1935年
- 此花町　1935年
- 敷島町　1935年
- 葭町　1935年
- 稲荷町　1935年
- 如月町　1935年
- 鹿島町　1935年
- 香蘭町　1935年
- 寿町　1935年
- 此花町　1935年
- 錦町　1935年
- 羽衣町　1935年
- 吹上町　1935年
- 早苗町　1935年
- 本荘中ノ町　1935年
- 三歳町　1935年
- 錦町　1935年
- 鷺山　1935年
- 香蘭　1935年
- 清　1935年
- 六条　1935年
- 鷺山　1935年
- 下土居　1935年
- 正木　1935年
- 長良有明町　1935年
- 長良大路　1935年
- 長良大前町　1935年
- 長良金碧町　1935年
- 長良校前町　1935年
- 長良桜井町　1935年
- 長良白妙町　1935年
- 長良南陽町　1935年
- 長良高嶺町　1935年
- 長良法久寺町　1935年
- 長良宮口町　1935年
- 長良有楽町　1935年
- 長良若葉町　1935年
- 長良葵町　1939年

## 1940年～1949年
1940年に加納町・則武村・南長森村・北長森村・木田村・常磐村を編入。1949年に岩野田村を編入。町名は、旧・加納町は大字に「加納」を冠して付けられ、他の村は大字などがそのまま町名となったが、その後の町名変更で多くが消滅している。また、1942年から1944年、1947年に岐阜市の中心部及び編入された地域で町名変更が行われた。
- 一松道　1940年
- 祈年町　1940年
- 五坪　1940年
- 田神　1940年
- 田神町　1940年
- 大縄場　1940年
- 桜木町　1940年
- 加納安良町　1940年
- 加納大石町　1940年
- 加納大手町　1940年
- 加納北広江町　1940年
- 加納沓井町　1940年
- 加納新町　1940年
- 加納新柳町　1940年
- 加納城南通　1940年
- 加納鷹匠町　1940年
- 加納鉄砲町　1940年
- 加納天神町　1940年
- 加納東陽町　1940年
- 加納徳川町　1940年
- 加納中広江町　1940年
- 加納長刀堀　1940年
- 加納西広江町　1940年
- 加納西丸町　1940年
- 加納二之丸　1940年
- 加納八幡町　1940年
- 加納花ノ木町　1940年
- 加納東広江町　1940年
- 加納東丸町　1940年
- 加納舟田町　1940年
- 加納丸之内　1940年
- 加納御車町　1940年
- 加納南広江町　1940年
- 加納柳町　1940年
- 加納矢場町　1940年
- 渋谷町　1940年
- 加納梅田町　1940年
- 加納奥平町　1940年
- 加納清野町　1940年
- 加納坂井町　1940年
- 加納桜田町　1940年
- 加納清水町　1940年
- 加納高柳町　1940年
- 加納立花町　1940年
- 加納天神町　1940年
- 加納永井町　1940年
- 加納南陽町　1940年
- 加納西山町　1940年
- 加納堀田町　1940年
- 加納本石町　1940年
- 加納竜興町　1940年
- 則武　1940年
- 打越　1940年
- 上土居　1940年
- 城田寺　1940年
- 椿洞　1940年
- 長森岩戸　1940年
- 長森細畑　1940年
- 下尻毛　1940年
- 木田　1940年
- 加納稲荷町　1940年成立、1957年廃止
- 長良杉乃町　1942年
- 長良東郷町　1942年
- 長良杉乃町　1942年
- 城前町　1942年
- 堀田町　1942年
- 山先町　1942年
- 鵜川町　1943年
- 織田町　1943年
- 菊水町　1943年
- 金華町　1943年
- 千代田町　1943年
- 平和通　1943年
- 万代町　1943年
- 松風町　1943年
- 養老町　1943年
- 若竹町　1943年
- 三橋町　1943年
- 雲雀ケ丘　1943年
- 新興町　1943年
- 豊岡町　1943年
- 本荘町　1943年
- 瑞穂町　1943年
- 香取町　1943年
- 菊井町　1943年
- 梅園町　1943年
- 熊野町　1943年
- 権現町　1943年
- 鍵屋中町　1944年
- 鍵屋西町　1944年
- 大池町　1944年
- 島田東町　1944年
- 島田中町　1944年
- 島田西町　1944年
- 尼ケ崎町　1944年
- 岩栄町　1944年
- 雲竜町　1944年
- 永楽町　1944年
- 織田塚町　1944年
- 花月町　1944年
- 上加納山　1944年
- 塩町　1944年
- 鶴見町　1944年
- 雪見町　1944年
- 宝来町　1944年
- 城望町　1944年
- 加納朝日町　1947年
- 加納青藤町　1947年
- 粟野 1949年
- 岩崎　1949年
- 三田洞　1949年

## 1950年～1959年
1950年に黒野村・方県村・茜部村・鶉村・市橋村・七郷村・西郷村・岩村・鏡島村・厚見村を、1955年に鏡島村・厚見村1958年に日置江村・芥見村、1959年に合渡村を編入。村名または大字などが町名となったが、その後町名変更で多くが消滅している（郊外の一部を除く）。また、岐阜市の中心部及び編入された地域で町名変更が行われた。
- 日ノ出町　1950年
- 雲雀町　1950年
- 梅河町　1950年
- 菅原町　1950年
- 柳ケ瀬通　1950年
- 西荘　1950年
- 日ノ出町　1950年
- 今川　1950年
- 折立　1950年
- 黒野　1950年
- 御望　1950年
- 古市場　1950年
- 下鵜飼　1950年
- 洞　1950年
- 交人　1950年
- 安食　1950年
- 石谷　1950年
- 岩利　1950年
- 佐野　1950年
- 村山　1950年
- 彦坂　1950年
- 上西郷　1950年
- 小野　1950年
- 下西郷　1950年
- 中　1950年
- 中西郷　1950年
- 東改田　1950年
- 又丸　1950年
- 川部　1950年
- 小西郷　1950年
- 西改田　1950年
- 今嶺　1950年
- 下奈良　1950年
- 西荘　1950年
- 今嶺　1950年
- 金宝町　1952年
- 加納清田町　1952年
- 西玉宮町　1952年
- 一番町　1953年
- 御浪町　1953年
- 東高岩町　1953年
- 南殿町　1953年
- 栄扇町　1953年
- 上太田町　1953年
- 小熊町　1953年
- 県町　1954年
- 西駒爪町　1954年
- 東金宝町　1954年
- 東駒爪町　1954年
- 元住町 1954年
- 栗矢田町　1954年
- 住田町　1955年
- 問屋町　1955年
- 橋本町　1955年
- 三ツ又町　1955年
- 荒川町　1955年
- 大倉町　1955年
- 菊地町　1955年
- 松原町　1955年
- 京町　1955年
- 梅ケ枝町　1955年
- 江口　1955年
- 南本荘　1955年
- 久保見町　1955年
- 加納愛宕町　1955年
- 中洲町　1955年
- 加納本町　1955年
- 加納黒木町　1955年
- 加納寿町　1955年
- 加納新本町　1955年
- 加納栄町通　1955年
- 加納神明町　1955年
- 加納大黒町　1955年
- 加納菱野町　1955年
- 加納伏見町　1955年
- 加納富士町　1955年
- 加納前田町　1955年
- 加納三笠町　1955年
- 加納水野町　1955年
- 加納村松町　1955年
- 鏡島　1955年
- 朝霧町　1955年
- 石切町　1955年
- 神楽町　1955年
- 上川手　1955年
- 光樹町　1955年
- 向陽町　1955年
- 下川手　1955年
- 正法寺町　1955年
- 城東通　1955年
- 畷町　1955年
- 西明見町　1955年
- 東明見町　1955年
- 宮北町　1955年
- 村里町　1955年
- 薬師町　1955年
- 矢倉町　1955年
- 八坂町　1955年
- 八島町　1955年
- 領下　1955年
- 若杉町　1955年
- 長住町　1956年
- 元宮町　1956年
- 新栄町　1956年
- 西問屋町　1956年
- 茨木町　1956年
- 長住町　1956年
- 青柳町　1956年
- 池田町　1956年
- 大柳町　1956年
- 沖ノ橋町　1956年
- 桜通　1956年
- 忠節町　1956年
- 浪花町　1956年
- 西野町　1956年
- 弁天町　1956年
- 本郷町　1956年
- 万年町　1956年
- 都通　1956年
- 雨踊町　1956年
- 鍵屋東町 1956年
- 木ノ本町　1956年
- 光明町　1956年
- 五反田町　1956年
- 坂井町　1956年
- 桜通　1956年
- 千手堂北町　1956年
- 千手堂中町　1956年
- 千手堂南町　1956年
- 寺島町　1956年
- 福住町　1956年
- 長良奥郷　1958年
- 長良海用町　1958年
- 長良校文町　1958年
- 長良幸和町　1958年
- 長良小松町　1958年
- 長良子正賀　1958年
- 長良城西町　1958年
- 長良真生町　1958年
- 長良仙田町　1958年
- 長良友瀬　1958年
- 長良西野前　1958年
- 長良東町　1958年
- 長良福江町　1958年
- 長良宮路町　1958年
- 長良森町　1958年
- 長良井田　1958年
- 長良一楽　1958年
- 長良奥郷　1958年
- 長良真生町　1958年
- 長良田中前　1958年
- 長良友瀬　1958年
- 長良西山前　1958年
- 長良西野前　1958年
- 長良春田　1958年
- 長良東　1958年
- 長良福江町　1958年
- 長良福泉　1958年
- 長良宮路町　1958年
- 高河原　1958年
- 茶屋新田　1958年
- 次木　1958年
- 日置江　1958年
- 芥見　1958年
- 岩井　1958年
- 加野　1958年
- 河渡　1959年
- 曽我屋　1959年
- 寺田　1959年
- 西河渡　1976年
- 一日市場　1959年
- 門屋　1959年
- 大洞　1958年

## 1960年～1969年
1961年に三輪村を、1963年に網代村を編入。1969年に本巣郡本巣町大字外山と境界変更（伊洞地区を編入）。三輪村の一部（岩・北野）は大字に「山県」を冠して付けられ、他は大字などがそのまま町名となったが、その後町名変更で多くが消滅している（郊外の一部を除く）。また、岐阜市の中心部及び編入された地域で町名変更が行われた。
- 東興町　1960年
- 池ノ上町　1960年
- 島新町　1960年
- 早田　1960年
- 島栄町　1960年
- 早田町　1960年
- 早田大通　1960年
- 光町　1960年
- 美島町　1960年
- 山吹町　1960年
- 光町　1960年
- 木ノ下町　1960年
- 石長町　1960年
- 市ノ坪町　1960年
- 石原　1961年
- 太郎丸　1961年
- 山県岩　1961年
- 山県北野　1961年
- 三輪　1961年
- 福富　1961年
- 茂地　1961年
- 溝口　1961年
- 世保　1961年
- 秋沢　1963年
- 奥　1963年
- 西秋沢　1963年
- 則松　1963年
- 雛倉　1963年
- 八代　1964年
- 長良竜東町　1965年
- 加納上本町　1965年頃
- 大福町　1965年
- 日光町　1965年
- 萱場町　1965年
- 萱場東町　1965年
- 清本町　1966年
- 柳森町　1966年
- 柳生町　1966年
- 守口町　1968年
- 北柿ケ瀬　1969年
- 尻毛　1969年
- 南柿ケ瀬　1969年
- 外山　1969年

## 1970年～1979年
1974年に羽島郡笠松町桜町、羽衣町の一部と境界変更。岐阜市の中心部及び編入された地域で町名変更が行われた。
- 旦島中町　1970年
- 旦島西町　1970年
- 旦島宮町　1970年
- 萱場北町　1970年
- 宮浦町　1970年
- 茜部大野　1970年
- 茜部大川　1970年
- 茜部新所　1970年
- 茜部神清寺　1970年
- 茜部寺屋敷　1970年
- 茜部中島　1970年
- 茜部野瀬　1970年
- 茜部菱野　1970年
- 茜部本郷　1970年
- 茜町　1970年
- 水主町　1970年
- 上尻毛八幡　1971年
- 上尻毛日吉　1971年
- 西改田上の町　1971年
- 西改田先道　1971年
- 西改田夏梅　1971年
- 西改田松の木　1971年
- 西改田宮西　1971年
- 西改田村前　1971年
- 又丸津島　1971年
- 又丸宮東　1971年
- 又丸村中　1971年
- 又丸柳町　1971年
- 又丸町畑　1971年
- 加納桜道　1972年
- 曙町　1972年
- 早田栄町　1972年
- 早田東町　1972年
- 早田本町　1972年
- 津島町　1972年
- 岩倉町　1972年
- 栄新町　1972年
- 学園町　1972年
- 粟野東　1972年
- 粟野西　1972年
- 北鶉　1972年
- 中鶉　1972年
- 西鶉　1972年
- 東鶉　1972年
- 南鶉　1972年
- 太郎丸新屋敷　1972年
- 太郎丸諏訪　1972年
- 太郎丸知之道　1972年
- 太郎丸中島　1972年
- 太郎丸野田　1972年
- 太郎丸向良　1972年
- 山県岩明光　1972年
- 黒野南　1973年
- 福富笠海道　1973年
- 福富出口　1973年
- 福富町田　1973年
- 福富天神前　1973年
- 福富永田　1973年
- 福富迎田　1973年
- 溝口上　1973年
- 溝口下　1973年
- 溝口童子　1973年
- 溝口中　1973年
- 溝口東　1973年
- 世保北　1973年
- 世保西　1973年
- 世保東　1973年
- 世保南　1973年
- 楠町　1974年
- 光栄町　1974年
- 太平町　1974年
- 初日町　1974年
- 花ノ木町　1974年
- 福田町　1974年
- 福光西　1974年
- 福光東　1974年
- 福光南町　1974年
- 若福町　1974年
- 蔵前　1974年
- 高田　1974年
- 手力町　1974年
- 芋島　1974年
- 細畑華南　1974年
- 細畑塚浦　1974年
- 細畑野寄　1974年
- 東中島　1974年
- 野一色　1974年
- 市橋　1974年
- 江添　1974年
- 須賀　1974年
- 細畑華南　1974年
- 北山　1974年
- 雄総桜町　1975年
- 雄総緑町　1975年
- 雄総柳町　1975年
- 祇園　1976年
- 本荘西　1976年
- 三田洞東　1976年
- 大学北　1976年
- 柳戸　1976年
- 深坂　1976年
- 芥見大退　1976年
- 芥見大船　1976年
- 芥見影山　1976年
- 芥見長山　1976年
- 芥見大般若　1976年
- 芥見町屋　1976年
- 芥見南山　1976年
- 長森本町　1977年
- 前一色　1977年
- 前一色西町　1977年
- 北一色　1977年
- 岩地　1977年
- 彦坂川上　1977年
- 彦坂川北　1977年
- 山県岩中　1977年
- 山県岩西　1977年
- 山県岩南　1977年
- 宇佐　1978年
- 宇佐南　1978年
- 六条江東　1978年
- 六条大溝　1978年
- 六条片田　1978年
- 六条北　1978年
- 六条東　1978年
- 六条福寿町　1978年
- 六条南　1978年
- 北野北　1978年
- 北野西　1978年
- 北野西山　1978年
- 北野東　1978年
- 北野南　1978年
- 三輪宮西　1978年
- 三輪宮前　1978年
- 山県岩東　1978年
- 茜部辰新　1979年
- 出屋敷　1979年
- 宇佐東町　1979年
- 天池　1979年
- 琴塚　1979年
- 水海道　1979年

## 1980年～1999年
1989年に本巣郡北方町と、1998年に武儀郡武芸川町と、1999年に山県郡高富町と境界変更。各地域で町名変更が行われた。
- 道三町
- 長良丘
- 西後町
- 中川原
- 敷島町
- 富沢町
- 達目洞
- 日野南
- 日野東
- 日野北
- 日野西
- 島田
- 西島町
- 一日市場北町
- 萱場南
- 旦島中
- 明神町
- 鷺山新町
- 正木北町
- 南蝉
- 則武西
- 則武中
- 上城田寺西
- 上城田寺南
- 上城田寺中
- 上城田寺東
- 細畑
- 切通
- 月ノ会町
- 隆城町
- 粟野台
- 古市場老ノ上
- 古市場神田
- 古市場高宮
- 古市場中原
- 古市場東町田
- 古市場高田
- 境川
- 東板谷
- 薮田中
- 薮田西
- 薮田東
- 薮田南
- 岩滝西
- 岩滝東
- 岩田坂
- 岩田西
- 岩田東
- 静が丘町
- 江崎北
- 江崎南
- 大菅北
- 大菅南
- 鏡島精華
- 鏡島南
- 島原町
- 西川手
- 東川手
- 大脇
- 芥見中野畑
- 芥見野畑
- 芥見堀田
- 芥見嵯峨
- 芥見清水
- 芥見海戸山
- 上芥見
- 諏訪山
- 大蔵台
- 向加野
- 芥見東山
- 大洞柏台
- 大洞桐が丘
- 大洞桜台
- 大洞紅葉が丘
- コモンヒルズ北山
- 大洞西
- 大洞緑山
- 太郎丸北浦
- 太郎丸北郷
- 中屋西
- 中屋東
- 春近古市場北
- 春近古市場南
- 森西
- 森東
- 門屋門
- 門屋勢引
- 門屋溝上
- 稲荷山
- 槻谷
- 駿河山
- 蜂屋町
- 鶯谷町
- 北野町
- 笹土居町
- 川端町
- 平安町
- 月ノ会町
- 中道北
- 旭見ケ池町
- 吾妻町
- 西改田七石

## 2000年～
2002年に関市と境界変更。2006年に羽島郡柳津町を編入。旧・柳津町の地名に「柳津町」を冠して付けられた。また、各地域で町名変更・住居表示が行われた。
- 柳津町梅松（2006年）
- 柳津町上佐波（2006年）
- 柳津町上佐波西（2006年）
- 柳津町上佐波東（2006年）
- 柳津町北塚（2006年）
- 柳津町栄町（2006年）
- 柳津町下佐波（2006年）
- 柳津町下佐波西（2006年）
- 柳津町高桑（2006年）
- 柳津町高桑西（2006年）
- 柳津町蓮池（2006年）
- 柳津町東塚（2006年）
- 柳津町本郷（2006年）
- 柳津町丸野（2006年）
- 柳津町南塚（2006年）
- 柳津町宮東（2006年）
- 柳津町流通センター（2006年）
- 正木中（2006年、正木[1]）
- 鷺山東（2007年、鷺山・上土居・下土居[2]）
- 鏡島西（2009年、鏡島・西鏡島・江崎[3]）
- 正木西町（2010年、正木[4]）
- 正木南（2010年、正木[4]）
- 鷺山北町（2012年、鷺山[5]）
- 下土居（2012年、鷺山・下土居・上土居[5]）
- 則武東（2014年、則武・則武中・正木・鷺山[6]）
- 鏡島中（2015年、鏡島[7]）
- 鷺山南（2019年、鷺山[8]）

## 参考資料
- 角川日本地名大辞典 21 岐阜県